# Brachyrhamdia marthae
Brachyrhamdia marthae är en fiskart som beskrevs av Sands och Black, 1985. Brachyrhamdia marthae ingår i släktet Brachyrhamdia och familjen Heptapteridae. Inga underarter finns listade.